# جوزيف كيتاجاوا
جوزيف كيتاجاوا (باليابانية: ヨセフ・北川三夫) هو عالم عقيدة ياباني، ولد في مارس 1915 في أوساكا في اليابان، وتوفي في أكتوبر 1992 في شيكاغو في الولايات المتحدة.